# Isophrictis
Isophrictis is een geslacht van vlinders uit de familie van de tastermotten (Gelechiidae).

## Soorten
- I. actiella Barnes & Busck, 1920
- I. actinopa Meyrick, 1929
- I. anteliella (Busck, 1903)
- I. anthemidella (Wocke, 1871) – Scherpe streepbandmot
- I. canicostella (Walsingham, 1888)
- I. cerdanica Nel, 1995
- I. cilialineella (Chambers, 1874)
- I. constantina (Baker, 1888)
- I. corsicella Amsel, 1936
- I. dietziella (Busck, 1903)
- I. impugnata Gozmany, 1957
- I. invisella (Constant, 1885)
- I. kefersteiniellus (Zeller, 1850)
- I. lineatellus (Zeller, 1850)
- I. magnella (Busck, 1903)
- I. meridionella (Herrich-Schäffer, 1854)
- I. microlina Meyrick, 1935
- I. modesta (Walsingham, 1888)
- I. occidentalis Braun, 1925

- I. oudianella (Lucas, 1942)
- I. pallidastrigella (Chambers, 1874)
- I. pallidella (Chambers, 1874)
- I. pennella (Busck, 1907)
- I. robinella (Chretien, 1907)
- I. rudbeckiella Bottimer, 1926
- I. sabulella (Walsingham, 1888)
- I. similiella (Chambers, 1872)
- I. striatella (Denis & Schiffermüller, 1775) – Streepbandmot
- I. tophella (Walsingham, 1888)
- I. trimaculella (Chambers, 1872)